# Rhizotrogus
Rhizotrogus (Lepeletier & Serville, 1825) è un genere di coleotteri appartenente alla famiglia degli Scarabeidi (sottofamiglia Melolonthinae).

## Descrizione

### Adulto
Le specie appartenenti al genere sono di dimensioni medio-piccole. Presentano un corpo generalmente robusto e cilindrico, dalla forma ovale e dal colore generalmente marrone, che può variare a seconda della specie. Il genere Rhizotrogus si può riconoscere dalle spine sul dorso e dalla forma delle tibie posteriori.

### Larva

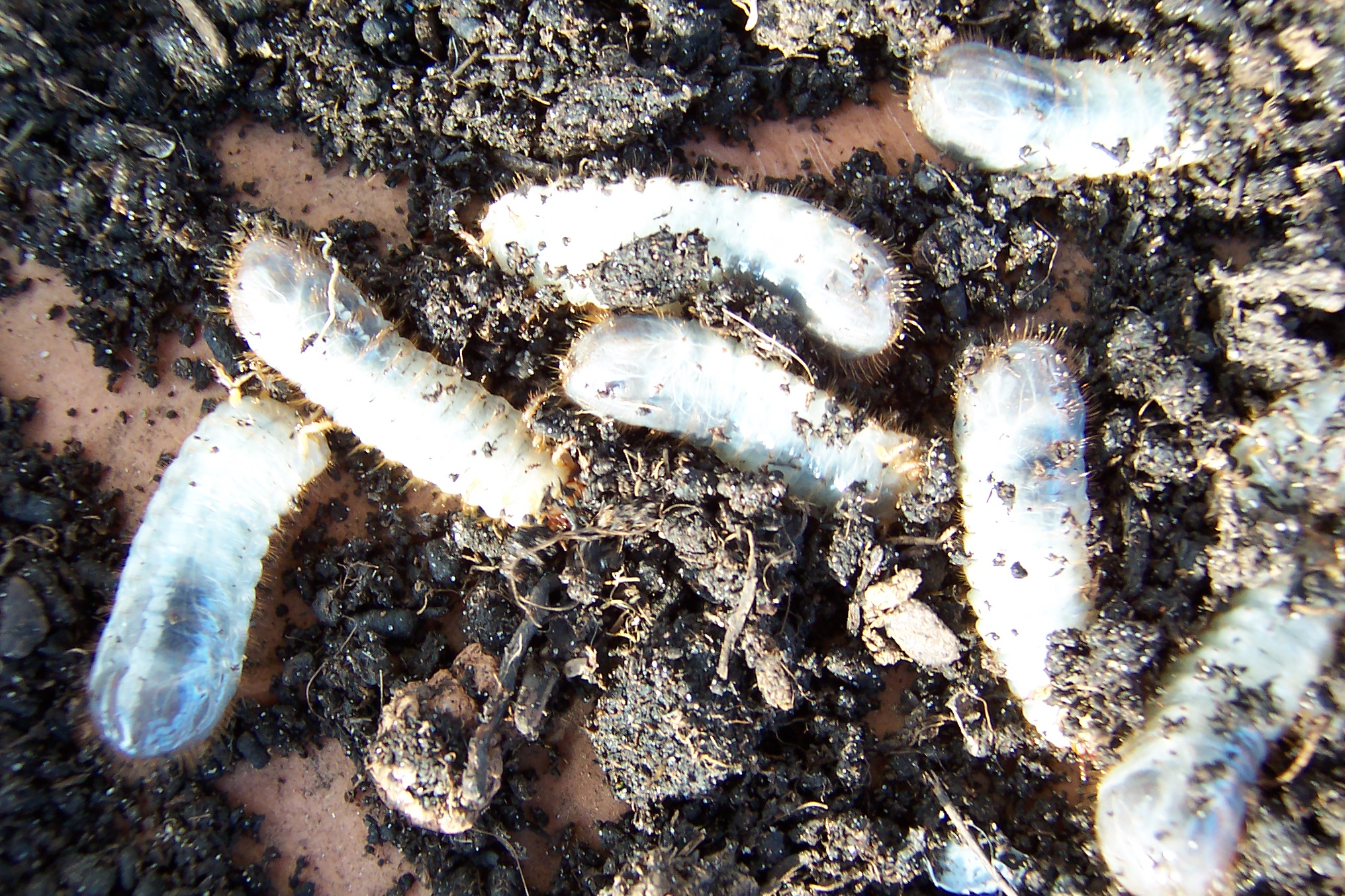
Larve di Rhizotrogus marginipes.

Le larve hanno l'aspetto di vermi bianchi dalla forma a "C", con la testa e le tre paia di zampe sclerificate. Lungo i fianchi presentano delle file di forellini chitinosi che impiega per respirare.

## Biologia
Il periodo di apparizione dipende dalla specie presa in esame, anche se la maggior parte di esse è rinvenibile ad inizio primavera, come nel caso di Rhizotrogus aestivus, o in estate. In alcune specie gli adulti non si nutrono affatto durante la fenologia. Le larve si sviluppano nel terreno e si nutrono delle radici di piante erbacee, per un periodo di tempo variabile a seconda della specie esaminata.

## Tassonomia
Il genere Rhizotrogus racchiude le seguenti specie:
- Rhizotrogus aequalis
- Rhizotrogus aestivus
- Rhizotrogus alcaidei
- Rhizotrogus alicantinus
- Rhizotrogus almeriensis
- Rhizotrogus amphytus
- Rhizotrogus angelesae
- Rhizotrogus antiochia
- Rhizotrogus asperiventris
- Rhizotrogus ballioni
- Rhizotrogus balloyi
- Rhizotrogus beauprei
- Rhizotrogus breviceps
- Rhizotrogus brunneus
- Rhizotrogus camerosensis
- Rhizotrogus carduorum
- Rhizotrogus cariosicollis
- Rhizotrogus caspicus
- Rhizotrogus chevrolati
- Rhizotrogus cicatricosus
- Rhizotrogus ciliatus
- Rhizotrogus coiffaiti
- Rhizotrogus costatus
- Rhizotrogus curtus
- Rhizotrogus flavicans
- Rhizotrogus gracilis
- Rhizotrogus granatensis
- Rhizotrogus guruguensis
- Rhizotrogus hirticollis
- Rhizotrogus hirtipectus
- Rhizotrogus ifranensis
- Rhizotrogus iglesiasi
- Rhizotrogus impressifrons
- Rhizotrogus laeviscutatus
- Rhizotrogus lajonquierei
- Rhizotrogus latesulcatus
- Rhizotrogus lejeuni
- Rhizotrogus maculicollis
- Rhizotrogus makalicus
- Rhizotrogus marginipes
- Rhizotrogus mascarauxi
- Rhizotrogus monticola
- Rhizotrogus neglectus
- Rhizotrogus nevadensis
- Rhizotrogus nitidiventris
- Rhizotrogus pallidipennis
- Rhizotrogus parvicollis
- Rhizotrogus parvulus
- Rhizotrogus pilosissimus
- Rhizotrogus ribbei
- Rhizotrogus romanoi
- Rhizotrogus rosalesi
- Rhizotrogus rotroui
- Rhizotrogus sassariensis
- Rhizotrogus schaufussi
- Rhizotrogus schimperi
- Rhizotrogus siculus
- Rhizotrogus stigmaticollis
- Rhizotrogus subemarginatus
- Rhizotrogus subparallelus
- Rhizotrogus subsinuatus
- Rhizotrogus sulcifer
- Rhizotrogus truncatifrons
- Rhizotrogus vicarius
- Rhizotrogus villiersi